# Tajemnicza wyprawa Tomka
Tajemnicza wyprawa Tomka – piąty tom serii przygód Tomka Wilmowskiego. Autorem jest Alfred Szklarski. Książka po raz pierwszy wydana w 1963 roku. Tym razem akcja rozgrywa się w Azji północno-wschodniej (a konkretniej w Rosji i Chinach).

## Fabuła
Tomek wraz z ojcem, Smugą, bosmanem Tadeuszem Nowickim i Udadżalaką wyruszają do Rosji, aby uratować kuzyna Tomka – Zbyszka Karskiego, zesłanego na Syberię za spiskowanie przeciwko caratowi. W wyprawie towarzyszy im, jak każdym cudzoziemcom, agent (szpicel) rosyjskiej policji – Pawłow. Z oczywistych względów dwóch uczestników ekspedycji ukrywa swoją prawdziwą tożsamość – Wilmowski w dokumentach figuruje jako Anglik Brown, a Tadeusz Nowicki jako Niemiec Brol. Pawłow nie zna rzeczywistego celu wyprawy, która podaje się za wyprawę łowiecką. W celu uwiarygodnienia tego pretekstu grupa wynajmuje myśliwego z synami pochodzących z tamtych stron, i razem z nimi urządza prawdziwe polowania, m.in. na syberyjskie tygrysy. To z tymi zwierzętami wiązał się plan Tomka, który polegać miał na przebraniu uwolnionego zesłańca w odpowiednio spreparowane skóry i w tym przebraniu bezpiecznie wywieźć go z Rosji. By zbliżyć się do Nerczyńska, miejsca pobytu Zbyszka, młody Wilmowski, Smuga i Nowicki biorą udział w bitwie, a następnie pogoni za miejscowymi rozbójnikami, będącymi postrachem okolicznych mieszkańców. Na skutek potyczki z nimi odnawia się rana Smugi. Niestety, Karskiego nie ma w Nerczyńsku – został przewieziony do Ałdanu.
Wszystko dodatkowo komplikuje się, kiedy z przypadkowo przechwyconego listu do rosyjskiego żandarma Tomek dowiaduje się, że Pawłow (pozostawiony razem z Wilmowskim w obozie) przejrzał ich zamiary. Na przyjęciu u syberyjskiego bogacza wyzywa on pod błahym pozorem Gołosowowa, właściwego adresata listu, na pojedynek, w którym boleśnie go rani, a tym samym skutecznie unieszkodliwia. Wtedy też Tomek poznaje Nataszę – młodą rewolucjonistkę, narzeczoną (i późniejszą żonę) swojego kuzyna. Teraz priorytetem trzech przebywających w Nerczyńsku mężczyzn jest powiadomienie pozostałej części wyprawy o podstępnych działaniach Pawłowa, dlatego też niezwłocznie wyruszają w drogę powrotną – przy okazji Tomek unika konsekwencji postrzelenia rosyjskiego żandarma w zakazanym przez prawo pojedynku. Po powrocie do obozu, Pawłow unika śmierci tylko dzięki zasadom moralnym Wilmowskiego, który jednak odbiera mu jego dokumenty. Od tej pory legalna dotąd wyprawa zamienia się w szaleńczy wyścig z czasem i carskimi władzami. Łowcy przekradają się do Ałdanu, gdzie Wilmowski podszywa się pod szpicla i gdzie następuje uwolnienie Zbyszka Karskiego. Pawłow po raz ostatni staje jeszcze na drodze zdesperowanym Polakom – w czasie ucieczki po fikcyjnym „pogrzebie” młodego skazańca, Wilmowski i Natasza spotykają agenta w przydrożnym zajeździe. Okazuje się, że to właśnie Pawłow jest bezpośrednim winnym wyjazdu Wilmowskiego z Ojczyzny i jego długotrwałej rozłące z rodziną. To on bowiem przed laty odkrył polski spisek w Warszawie, o czym teraz nie bez dumy poinformował Wilmowskiego, grożąc mu bronią. Jak ten doświadczony przez los geograf później ze wstydem przyznał się przyjaciołom, po raz pierwszy (i ostatni) w życiu bez żadnych oporów w odwecie za swoje krzywdy zabiłby człowieka. Wyręczyła go w tym jednak Natasza – bez zastanowienia strzelając do przedstawiciela znienawidzonego przez nią ustroju.
Po dołączeniu do ekspedycji Zbyszka i jego narzeczonej, a także zaalarmowaniu władz o śmierci agenta policji politycznej, wyprawa przemieszczała się od tej pory głównie nocą, rozbijając obozowiska w oddali od ludzkich siedzib. Pokonanie dodatkowej, nieuwzględnionej w pierwotnym planie, drogi z Nerczyńska do Ałdanu groziło utratą łączności ze statkiem, na którym przybyli do Rosji i na którym mieli zamiar ją opuścić. Szczęśliwym dla nich zbiegiem okoliczności, czatującym nad brzegiem Amuru Tomkowi i bosmanowi Nowickiemu udało się zatrzymać płynący pod dowództwem byłego katorżnika, kapitana Niekrasowa, holownik „Sungaszę” – Niekrasow nie tylko postanowił udzielić pomocy łowcom, ale również potwierdził ich przypuszczenia, że są poszukiwani w całej Syberii. Dzięki jego zaangażowaniu i ryzyku, wyprawa w całości dotarła do ujścia Imanu do Ussuri, skąd już na własną rękę zmuszeni byli przekradać się do Zatoki Tiernej. Rozpaczliwie topniejące zapasy żywności i brak odpowiedzi na nadawane w stronę morza umowne sygnały powodował coraz większe zwątpienie w tej garstce szaleńców. Jeden Smuga nie tracił nadziei – i nie pomylił się, bowiem brat poznanej w czasie poprzedniej podróży do Tybetu maharani, Pandit Davasarman, nie zawiódł, dzięki czemu uczestnicy wyprawy w końcu bezpiecznie opuścili carską Rosję.

## Rozdziały
1. W tajdze
2. Syberyjskie polowanie
3. Oko w oko z tygrysicą
4. Bosman w opałach
5. Kapitan Niekrasow
6. Na amurskim statku
7. W pułapce
8. Fu Czau
9. Śnieżna pantera
10. Walka z miedzianobrodymi
11. Wśród Buriatów
12. Korzeń zrodzony z piorunu
13. Syberyjski Legion Wolnych Polaków
14. Groźne ostrzeżenie
15. Pojedynek
16. Pawłow
17. W kraju Jakutów
18. Ciężka próba
19. Pogrzeb zesłańca
20. Gniew boga ognia i błyskawic
21. Nieoczekiwana pomoc
22. Czy Davasarman nie zawiedzie?

## Bestiariusz
- Tygrys syberyjski
- Niedźwiedź brunatny
- Irbis – pantera śnieżna